# Riviera Country Club
De Riviera Country Club is een countryclub in de Verenigde Staten. De club werd opgericht in 1926 en bevindt zich in de wijk Pacific Palisades van Los Angeles, Californië. De club beschikt over een 18-holes golfbaan en werd ontworpen door de golfbaanarchitect George C. Thomas Jr.
Naast een golfbaan, biedt de club aan haar leden ook 22 hardcourtbanen (tennis) en een grote feestzaal voor bepaalde evenementen zoals bruiloften.

## Golftoernooien
Voor het golftoernooi bij de heren is de lengte van de golfbaan 6720 m met een par van 71. De course rating is 75,6 en de slope rating is 131.
- Northern Trust Open: 1929, 1930, 1941, 1945-1955, 1973-1982, 1984-1998, 1999-heden
- US Open: 1948
- PGA Championship: 1983
- US Senior Open: 1998

## Foto's

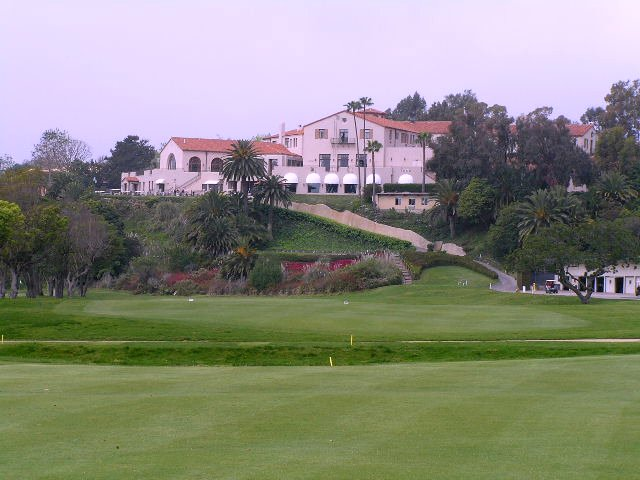
1e hole
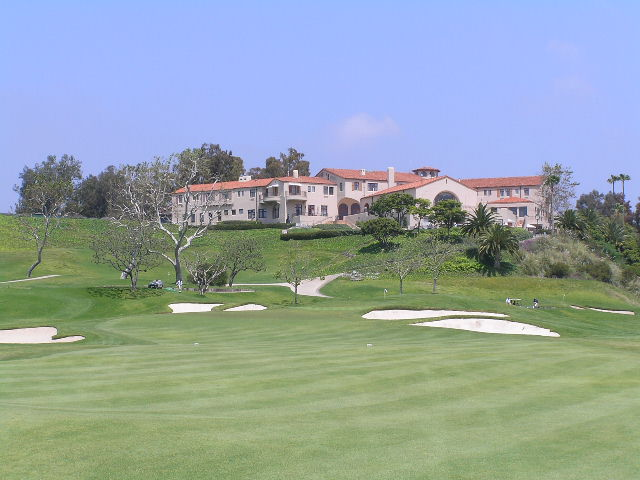
9e hole
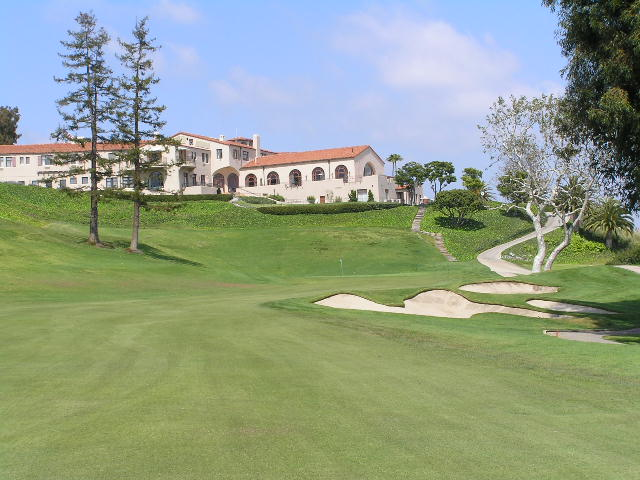
18e hole